# Rukia
Rukia és un gènere d'ocells de la família dels zosteròpids (Zosteropidae) i l'ordre dels passeriformes. Habiten a les illes Carolines.

## Taxonomia
Segons la classificació del Congrés Ornitològic Internacional (versió 11.1, 2021) aquest gènere està format per dues espècies
- Rukia ruki - zosterop de les Faichuk.
- Rukia longirostra - zosterop becllarg.